# Студенческий путепровод
Студе́нческий путепрово́д — автодорожный мост-путепровод в Москве в составе ТТК. Район Дорогомилово, ЗАО. Пересекает 24-ю железнодорожную ветку Малого кольца Московской железной дороги и Филёвскую линию метро.

## История
Студенческий автодорожный путепровод в Москве, входящий в состав ТТК, был построен в 1999 году.
Сооружён в 1999 году на трассе Третьего транспортного кольца через 24-ю железнодорожную ветку Малого кольца Московской железной дороги и Филёвскую линию метро.

## Параметры
Студенческий путепровод начинается у Кутузовского проспекта, проходит над путями Малого кольца МЖД и Филёвской линии Московского метрополитена, и переходит в Киевский путепровод. Длина путепровода — 58 м, ширина — 35 м.

## Транспорт
У начала путепровода находится станция метро «Кутузовская» Филёвской линии и одноимённая станция МЦК, а также парк бывшей станции «Кутузово» Малого кольца МЖД.